# IF Gnistan
Idrottsföreningen Gnistan – fiński klub piłkarski mający swoją siedzibę w Helsinkach. Występuje w Veikkausliidze, najwyższym szczeblu piłkarskim w Finlandii.

## Historia
IF Gnistan został założony w 1924. Był klubem wielosekcyjnym, w którym trenowano narciarstwo, lekkoatletykę, baseball i piłkę nożną. Piłka nożna stała się dyscypliną wiodącą w latach 30. XX wieku, kiedy to do Gnistanu włączono IF Sportaren. W 1934 przystąpili do rozgrywek okręgu helsińskiego. W 1994 awansowali do Ykkösliigi, gdzie grali przez 4 sezony. Wrócili do tej ligi ponownie na dwa sezony – 2001 i 2002, po którym ponownie spadli poziom niżej. Kolejny raz zagrali w Ykkösliidze w sezonie 2017, spadając po roku gry. Awansowali do niej po sezonie 2019. W sezonie 2023 zajęli w jej grupie mistrzowskiej 2. miejsce, co dawało im brawo gry w barażach o Veikkausliige, w których pokonali SJK Akatemia 4:2, jednak przegrali w dwumeczu z IFK Mariehamn (0:0, 0:3). Po sezonie 2023 komisja ligi nie przyznała FC Honka licencji do gry w Veikkausliidze, a ich miejsce w sezonie 2024 zajęła druga najlepsza drużyna baraży, czyli IF Gnistan. W debiutanckim sezonie zajęli w niej 8. miejsce, które dawało im prawo do gry w barażach o kwalifikacje do Ligi Konferencji 2025/2026. W nich w pierwszej rundzie pokonali Vaasan Palloseura (1:0), ale odpadli w drugiej rundzie z FC Haka (3:3 k. 3:4).

## Stadion
IF Gnistan rozgrywa swoje mecze na Mustapekka Areena.

## Skład
Stan na 7 listopada 2024
| Nr | Poz. | Piłkarz                                        |
| -- | ---- | ---------------------------------------------- |
| 1  | BR   | AJ Marcucci (wypożyczony z New York Red Bulls) |
| 3  | OB   | Saku Heiskanen                                 |
| 4  | OB   | Oliver Pettersson                              |
| 6  | PO   | Hannes Woivalin                                |
| 7  | PO   | Tim Väyrynen                                   |
| 9  | NA   | Jonas Enkerud                                  |
| 10 | PO   | Joakim Latonen                                 |

| Nr | Poz. | Piłkarz                 |
| -- | ---- | ----------------------- |
| 15 | PO   | Gabriel Europaeus       |
| 19 | PO   | Vertti Hänninen         |
| 22 | OB   | Jukka Raitala (kapitan) |
| 26 | PO   | Roman Eremenko          |
| 28 | PO   | Armend Kabashi          |
| 37 | BR   | Kasper Hietanen         |
| 40 | OB   | Juhani Ojala            |